# 河本敏夫
河本敏夫（日语：／，1911年6月22日—2001年5月24日）是日本企業家、政治家，自由民主黨原派系番町政策研究所前會長。曾任眾議院議員（17屆），自由民主黨政調會長、郵政大臣、通商產業大臣、沖繩開發廳長官、經濟企劃廳長官。

## 經歷
1911年出生於兵庫縣。從政前是企業家，1937年起經營海運公司三光汽船。
1949年起當選17屆眾議院議員。1968年任郵政大臣，1974年任三木內閣通商產業大臣，同年辭去三光汽船社長職務，但仍主管該公司經營。此後先後任自由民主黨政調會長與經濟企劃廳長官，在政治活動中屬三木武夫一派。1978年11月的自民黨總裁預選中作為三木的繼承者出選但落選，1980年繼承三木派並任會長，改為河本派。1982年再次參選自民黨總裁，敗給中曾根康弘。1984年在第二次中曾根內閣任沖繩開發廳長官，兼任主管引導民間活力與負責對外貿易摩擦的無任所大臣。1985年因航運市場不景氣，三光汽船破產而辭去大臣職務。在1989年自民黨總裁選前曾意欲參選，但最終派系內部派出海部俊樹參選。
1996年退出政壇，1997年辭去番町政策研究所會長職務。2001年去世，享年89歲。

## 其他
據稱相生站成為山陽新幹線停車站與河本敏夫有關，但並無明確證據。